# Otto von Grote (Beamter)
Otto von Grote (* 1. September 1620 in Breese im Bruche (Lüchow-Dannenberg); † 24. Mai 1687 in Berlin) war Mitglied der Fruchtbringenden Gesellschaft, einer literarischen Gruppe des Barock.

## Leben
Grote war der Sohn des schwedischen Obristen Johann von Grote und dessen Ehefrau Margarethe Gertrud von Spörcken.
Mit 22 Jahren immatrikulierte sich Grote am 24. Januar 1642 an der Universität Königsberg. Doch schon 1648 (1650 ?) finden wir Grote als kurbrandenburgischen Amtshauptmann von Tangermünde. Um 1664 avancierte er in gleicher Stellung in Neuendorf (Potsdam-Babelsberg).
Am 27. März 1648 wurde Grote zusammen mit Joachim von der Marwitz, Joachim Sigismund von Loeben (1604–1654) und Georg de Hertoghe in die Fruchtbringende Gesellschaft aufgenommen. Grote wurde der Gesellschaftsname der Hindernde und die Devise dem schweren Atem zugedacht. Als Emblem verlieh man ihm die Meerzwibel ihr essig davon (Urginea maritima L.). Grotes Eintrag im Köthener Gesellschaftsbuch findet man unter der Nr. 503. Dort ist auch das Reimgesetz zu lesen, welches Grote zum Dank für die Aufnahme gedichtet hat:
Meerzwibbeln essig wird von denen Zugericht
Die weis von schalen seind, den schweren Atem hindert,
Wan uns der Zähe schleim in holer brust sehr sticht,
Und man fast sticken wil, als dan wird er gemindert:
Drum Hindernd’ heist man mich: Das schwere wird Zernicht
Durch steten treuen fleis’, also wird auch gelindert
Wie schwer sonst ein geschäft uns immer fallen kan,
Hier hindert nichts wan wir mit Gott’ es gehen an.
1651 wurde Grote als Kammergerichtsrat nach Berlin berufen und 1656 hier zum Geheimen Rat befördert. Mit Wirkung vom 7. September 1655 übte Grote zusätzlich das Amt eines Dompropstes im Sprengel Havelberg aus.
Im Alter von 67 Jahren starb Otto von Grote am 24. Mai 1687 in Berlin.

## Familie
Am 12. Juli 1649 heiratete Grote im Schloss Berlin Louise Margaretha von Rochow (* 1626; † 13. November 1660), eine Hofdame der Kurfürstin Louise Henriette von Brandenburg. Sie war die Tochter des Domherrn zu Brandenburg Wolf Dietrich I. von Rochow-Golzow und dessen Ehefrau Magaretha von Lewetzow-Lunow. Otto von Grote hatte mit seiner Frau fünf Söhne und drei Töchter, darunter:
- Gertrud Sophie  (1653–1692) ⚭ Joachim Ernst von Grumbkow (1637–1690)
- Thomas August (* 1. Juli 1654; † 23. Februar 1721) ⚭ Justina Lucie von Oldenburg (* 6. Mai 1657; † 27. Juni 1708)

Am 13. November 1660 starb seine Ehefrau Louise Margaretha. Nach dem obligaten Trauerjahr heiratete Grote 1661 Anna Elisabeth von Strantz, doch diese Ehe wurde 1676 einvernehmlich geschieden.